# Ряська
Ря́ська — село в Україні, у Михайлівській сільській громаді Полтавського району Полтавської області. Населення становить 1203 осіб. Колишній центр Ряськівської сільської ради.

## Географія
Село Ряська знаходиться на правому березі річки Оріль, яка оточує село з 3-х сторін, нижче за течією на відстані 2 км розташоване село Усть-Лип'янка, на протилежному березі — села Котовка (Магдалинівський район), Минівка (Магдалинівський район) та Краснопілля (Магдалинівський район). Річка в цьому місці звивиста, утворює лимани, стариці та заболочені озера.

## Історія
Французький інженер Боплан, що служив у польському війську, склав карту значної частини України. З неї видно, що на початку 17 століття береги річки Орелі не були заселені. Ще в домонгольські часи долина р. Орелі була густо заселена різними народами, але потім, внаслідок частих спустошливих війн, вона знелюдніла. У другій половині 17 ст. був великий потік біженців — уманців та ладиженців із Правобережжя.
Виникнення села Ряська пов'язано з будівництвом так званої Української оборонної лінії, яку було споруджено в 1732—1733 рр. в період царювання Анни Іованівни в Україні між Сіверським Дінцем і Дніпром вздовж річок Береки, Берестової і Орелі (Орілі). В районі села Ряська Українська лінія проходила від долини ріки Орчика, вздовж правого корінного берега р.Орелі, через урочище Косогір до кутка Раківка. Тут вона повертала на південь і по заплаві р.Орелі, проходила через кутки Батарея, Бережанка, Кріпость, Керкезівка, Голубівка, Бабачка, Глиюватка і в кутку Холоша, на заході села, виходила знову на крутий корінний берег Орелі. Від кутка Раківка до кутка Холоша лінія проходила також і по північній, горовій окраїні села. Залишки рову до 1,5 м і валу до 1 м збереглися в урочищі косогір, в кутку Батарея, північніше кутка Холоша та в інших місцях. Сьогодні залишки Української лінії можна легко сплутати із залишками протитанкового рову періоду Великої Вітчизняної війни(1941 р.) та багаточисленними іригаційними валами.
Таким чином назва села походить від назви Ряської фортеці, яка в свою чергу одержала назву від поселеного в ній Ряжського ландміліційського полку, а полк одержав назву від міста Ряжськ Тамбовської провінції Азовської губернії, де був сформований, для оборони південних рубежів Російської держави.
1765 року для полку було затверджено герб: «на червоному тлі золотий хрест, а під ним, на зеленій землі, два житні снопи, що один на однім лежать».
У Ряській в 1885 році замість старого храму XVII століття була побудована церква Вознесіння Господнього. У цій парафії на честь коронації Миколи ІІ була відкрита в 1897 році ще й Миколаївська церква, до неї віднесли жителів Новогригорівки, Громаківки, Маркової Гірки. Священиками були Іван Юзефович і Георгій Леусов. Усього до парафії входили 3105 віруючих чоловіків і 3080 жінок. У селі Ряська з 1890 року при Вознесенській церкві існувала школа.
За даними на 1859 рік у власницькому селі Костянтиноградського повіту Полтавської губернії, мешкало 3126 осіб (1471 чоловічої статі та 1655 — жіночої), налічувалось 424 дворових господарства, існували православна церква, приходське училище, волосне та сільське правління, хлібний запасний магазин, відбувалось 2 ярмарки на рік.
Село Ряська було вільним, тут не було жодного пана. Воно було місцем утікачів від інших панів.
Станом на 1900 рік село було центром Ряської волості Костянтиноградського повіту і мало 4512 жителів.
У 1918 році влада у селі змінювалась кілька разів. Після встановлення влади УНР село окупували більшовики. Наприкінці березня село звільнили австро-німецькі війська та відновили українську владу Скоропадського, а після цього влада перейшла до УНР. У липні 1919 р. повіт окупували денікінські війська. У грудні 1919 року розпочалась остаточна радянська окупація.
На початку 1920-х років село займали загони Григор'єва, Марусі, Махно та інших.
Під час Голодомору у 1932—1933 роках у селі загинуло 3.441 людина. Таку цифру наводять свідки подій у книзі С. Підгайного (Pidhainy S. (ed.). The Black Deeds of the Kremlin. Toronto, 1953, Vol. 1, сторінка 283). Там же говориться про загальну кількість населення села станом на 1932 рік — близько 9.000 осіб. У селі зафіксовано випадки канібалізму.
Із кінця 2018 року село Ряська перебуває у складі Михайлівської об'єднаної громади.

## Населення

### Мова
Розподіл населення за рідною мовою за даними перепису 2001 року:
| Мова            | Кількість | Відсоток |
| --------------- | --------- | -------- |
| українська      | 1146      | 95.26%   |
| російська       | 36        | 3.00%    |
| угорська        | 7         | 0.58%    |
| румунська       | 3         | 0.25%    |
| білоруська      | 1         | 0.08%    |
| інші/не вказали | 10        | 0.83%    |
| Усього          | 1203      | 100%     |

## Економіка
- База відпочинку «Оріль».
- ПП «Оріль».

## Об'єкти соціальної сфери
- Школа.
- Будинок культури.
- Ряська сільська лікарня.

## Пам'ятки
Неподалік від села розташований загальнозоологічний заказник — «Руський Орчик».

## Відомі люди
- Кудрявцев Павло Омелянович — генерал-поручник Армії УНР.
- Іван Степанович Саєнко — Герой Радянського Союзу.

## Також
- Перелік населених пунктів, що постраждали від Голодомору 1932-1933, Полтавська область